# Arthropogon villosus
Arthropogon villosus är en gräsart som beskrevs av Christian Gottfried Daniel Nees von Esenbeck. Arthropogon villosus ingår i släktet Arthropogon och familjen gräs. Inga underarter finns listade i Catalogue of Life.